# Горан Мицковски
Горан Мицковски (на македонска литературна норма: Горан Мицковски) е политик от Република Македония.

## Биография
През 1994 г. завършва право в Скопския университет. През 1997 г. завършва магистратура по право към Мелбърнския университет с насоченост към пазарите на Югоизточна Азия. През 1999 г. към същия университет получава бакалавърска степен по общо право. От септември 2001 г. е адвокат в Англия и Уелс, а от 2000 в Австралия. На 28 юли 2011 година е назначен за министър без ресор, отговарящ да привличане на чуждестранни инвестиции в правителството на Република Македония.